# Semiothisa cosmiata
Semiothisa cosmiata är en fjärilsart som beskrevs av Walker 1862. Semiothisa cosmiata ingår i släktet Semiothisa och familjen mätare. Inga underarter finns listade i Catalogue of Life.